# Екатеринбургская операция
Екатеринбургская операция — наступательная операция 2-й и 3-й армий Восточного фронта РККА против Восточного фронта Русской армии, проходившая в июле 1919 года. Составная часть контрнаступления Восточного фронта.
Наступление Красной армии началось 5 июля после окончания успешной для неё Пермской операции. З-я армия находилась на рубеже вдоль рек Кама и Сылва, а 2-я армия занимала водораздел Сылвы и Уфы. Наступления 2-й армии «в лоб» было остановлено ожесточенным сопротивлением Ударного корпуса белых. Тогда отряды 28-й стрелковой дивизии РККА обошли их позиции по горным тропам и ударили с тыла. В результате этих действий отряды Сибирской армии были окружены и разбиты. 15 июля 2-я армия РККА вступила в Екатеринбург.
Войска 3-й армии (кавалерийский отряд в 2 тыс. сабель под командованием Н. Д. Томина) обошли основные позиции белых по горным тропам и ударили с тыла. В результате этих действий Сибирская армия понесла большие потери. Её остатки отступили на рубеж Ялуторовск — Тобольск.
Главным итогом военных действий стало занятие частями РККА основных городов и заводов Урала — важнейшего промышленного района России.